# Jay Migliori
Jay Migliori (14. listopadu 1930 Erie, Pensylvánie – 2. září 2001 Mission Viejo, Kalifornie) byl americký jazzový saxofonista a flétnista. Na saxofon začal hrát ve svých dvanácti letech. Nejprve studoval na hudební škole v St. Louis a po návratu z armády se zapsal na Berklee College of Music. V letech 1957–1958 působil v orchestru Woodyho Hermana. Později se přestěhoval do Los Angeles, kde pracoval jako studiový hudebník. Hrál tak na stovkách nahrávek rozličných hudebníků, jako byli například Frank Zappa, Albert Collins, Gene Ammons, Leonard Cohen, Richard „Groove“ Holmes nebo skupiny The Beach Boys a The Monkees. V letech 1972–1984 působil ve skupině Supersax, která byla vytvořena jako pocta Charlie Parkerovi. Zemřel na rakovinu tlustého střeva ve svých sedmdesáti letech.